# Fallout Tactics
 (avril 2020).
Si vous disposez d'ouvrages ou d'articles de référence ou si vous connaissez des sites web de qualité traitant du thème abordé ici, merci de compléter l'article en donnant les références utiles à sa vérifiabilité et en les liant à la section « Notes et références ».
Fallout Tactics est un jeu vidéo de stratégie alternant tour par tour / temps réel, basé sur l'univers post-apocalyptique de la série Fallout. Développé par Micro Forté et publié par 14 Degrees East, Fallout Tactics est sorti en 2001. Le jeu permet de diriger une escouade de soldats de la Confrérie de l'Acier, alors que celle-ci s'engage dans une guerre critique.
Bien que le jeu se déroule dans l'univers de Fallout, il ne suit ni ne poursuit les évènements, ni de Fallout 1, ni de Fallout 2, mais se situe entre ces deux épisodes. Il est le premier à offrir un mode multijoueur.

## Trame

### Contexte
La menace nucléaire qui pesait sur le monde a conduit l'Humanité à construire des Abris, destinés à protéger le meilleur et le plus brillant de la civilisation. Préservée de la mort pour les siècles à venir, cette population avait pour mission de repeupler la Terre, une fois dévastée. Malheureusement, la guerre éclata prématurément, avant que le réseau d'Abris ne fût achevé. Une fois le taux de radiations retombé à un niveau suffisant pour permettre la vie à l'extérieur, un Abri militaire, localisé en Californie, ouvrit ses portes. À l'aide de leur supériorité technologique, les militaires de l'Abri furent capables de dominer la région alentour et fondèrent la Confrérie de l'Acier, une organisation vouée à la restauration de la civilisation, ainsi qu'à la réintroduction et au développement de nouvelles technologies.
Une scission se forma dans la Confrérie. Une faction était pour l'introduction de guerriers tribaux dans la Confrérie, afin de prévenir tout risque de pénurie de troupes. L'autre faction voulait conserver la Confrérie pure, en refusant toute aide externe. Cette dernière faction remporta le débat, et l'autre faction fut envoyée au-delà des montagnes dans de grands ballons dirigeables, pour détruire les restes de l'armée des Super-Mutants, défaite dans Fallout 1. Toutefois, un orage frappa le convoi de dirigeables, forçant les chefs militaires à se disperser, et pour la plupart d'entre eux, à trouver la mort. Un des équipages survécut au crash de leur dirigeable, près des ruines de Chicago. Après s'être reformés, et avoir reniés les directives de l'ancien ordre de la Confrérie, ces survivants établirent leur propre Confrérie de l'Acier et devinrent en quelque sorte les premiers "dissidents" de la Confrérie, à l'inverse de ceux que l'on rencontre dans Fallout 3 (Les dissidents de cet opus étant ceux attachés aux fondements de la CdA). Cette nouvelle organisation allait prospérer, en recrutant des guerriers dans les villages alentour et en se déployant dans la région.

### Synopsis
Lorsque le jeu commence, la nouvelle Confrérie de l'Acier essaye de s'approprier le territoire entourant Chicago. En offrant leur protection aux villages tribaux, la Confrérie reçoit en échange les meilleures recrues de ces villages. Au début du jeu, le joueur est un Initié, une nouvelle recrue de la Confrérie, qui a pour tâche de commander une escouade composée d'autres Initiés. Les Pillards sont le premier défi lancé à l'encontre de l'autorité de la Confrérie, c'est pourquoi l'escouade du joueur est envoyée pour exécuter leurs chefs, et ainsi mettre un terme à la menace Pillard. Tandis que l'offensive parvient à disperser les forces Pillards dans le Wasteland, le joueur est de plus en plus accepté dans la Confrérie, et finit par en apprendre le but : une longue et difficile marche au-delà des Grandes Plaines en direction des Montagnes Rocheuses, à la recherche de l'Abri Zéro, noyau et centre de commandement du réseau d'Abris d'avant-guerre, où la plupart des dirigeants politiques, de l'élite scientifique et des leaders militaires étaient logés, et la plus avancée des technologies disponibles stockée.
Le challenge suivant, dans la campagne de la Confrérie, est la menace des Belluaires, des humains capables de contrôler les animaux du désert, domptant même les féroces Écorcheurs. Une fois encore, la Confrérie combat la menace, et une fois encore, elle en sort victorieuse. Sans répit possible, elle est à nouveau menacée par un nouvel ennemi, alors qu'elle tente de se déployer dans le Missouri, dans un périmètre connu sous le nom de « la Ceinture » : l'endroit où se trouvent les restes de l'armée des Super-Mutants qu'ils avaient pour objectif d'éliminer. Les premières batailles sont coûteuses pour la Confrérie. Pas assez bien armés et en infériorité numérique, les effectifs de la Confrérie sont littéralement submergés lorsqu'ils approchent de Saint-Louis. Là-bas, le Général Barnaky, un des principaux dirigeant de la Confrérie, est capturé par Toccomata, un commandant de l'armée des Super-Mutants. Bien que la Confrérie se retire rapidement de cette zone, elle essuie des attaques répétitives. Un jour, l'escouade chargée de détruire une installation fabriquant des munitions, tombe en réalité sur un laboratoire, chargé de guérir la stérilité des Super-Mutants. La Confrérie s'empare alors de ce laboratoire, pour s'en servir plus tard comme monnaie d'échange. Quelques jours plus tard, à la ville Goule de Gravestone, dans les ruines de Kansas City, des éclaireurs de la Confrérie découvrent une bombe nucléaire intacte. La Confrérie protège la ville d'une succession d'assauts des Super-Mutants, puis récupère la bombe pour l'entreposer dans un lieu sûr.
Les éclaireurs de la Confrérie tombent ensuite sur la base des Super-Mutants, à Osceolla, près des ruines d'un ballon dirigeable accidenté de l'ancienne Confrérie de l'Acier. Une escouade part à l'assaut de la base et trouve Toccomata à l'intérieur, mourant. Il révèle qu'il a perdu le prisonnier Général Barnaky, alors qu'il combattait une menace inconnue à l'Ouest, une menace si importante, que même l'armée des Super-Mutants ne serait pas en mesure de vaincre. Alors que l'escouade pénètre dans la pièce où est censé se cacher Gammorin, le Général de l'armée des Super-Mutants, elle tombe sur le Paladin Latham, un des leaders du convoi aérien. Il explique qu'après le crash, il a combattu Gammorin au corps à corps pour le commandement de l'armée des Super-Mutants. Il remporta le combat, mais une blessure à la tête s'infecta, et il devint bientôt dément. Latham remplissait les fonctions de nouveau Général de l'armée des Super-Mutants, et envoyait sa nouvelle armée combattre ses anciens alliés. L'escouade décide donc de tuer Latham, avant qu'il ne puisse causer d'autres torts à la Confrérie.
Bientôt, la menace de l'Ouest se révèle d'elle-même : une armée de Robots se déplace du côté du Midwest. Les Reavers, des humains vouant un culte à la technologie, sont coincés entre les Robots et la Confrérie, tandis que les deux armées livrent une bataille acharnée dans le Kansas. Bien que les Reavers essayent de mener une guerre sur les deux fronts, ils sont rapidement écrasés, et recherchent alors l'asile politique auprès de la Confrérie, en échange d'une arme à technologie IEM. La Confrérie accepte, et une escouade équipée de cette nouvelle technologie détruit une installation affectée à la réparation des Robots. La Confrérie reprend alors sa marche, progressant dans le Colorado, en direction de l'Abri Zéro. – Il est révélé que les Robots sont originaires de cet Abri, et qu'ils sont dirigés par un mystérieux ennemi, connu sous le nom de « Calculateur ». Une preuve, découverte par la Confrérie, conclut à une expérience catastrophique menée dans l'Abri, qui conduisit à la création du Calculateur à partir d'une fusion entre des ordinateurs et des cerveaux humains. – Les Robots se regroupent, mais la Confrérie parvient à saisir l'occasion inespérée de détruire une usine de fabrication de Robots. Les Robots capturent alors Bartholomev Kerr, un marchand qui a longtemps voyagé avec la Confrérie. Si les Robots parvenaient à lui soutirer des informations, ils seraient en mesure de détruire toute la Confrérie. Une escouade arrive à temps et met un terme à la vie du marchand. Sur place, ils découvrent également le corps du Général Barnaky, son cerveau en moins.
Les Robots opposent une défense forcenée, mais la Confrérie parvient à élaborer un plan pour les détruire directement dans leur base, l'Abri Zéro, localisé dans le Mont Cheyenne. Grâce à la tête nucléaire, la Confrérie espère ouvrir une brèche vers l'intérieur du bunker. Après un dur combat, au cours de l'ascension de la montagne, une escouade place la tête nucléaire. L'explosion ouvre une entrée, et deux escouades pénètrent dans le bunker. Le courant a été coupé par l'effet de souffle de l'explosion, c'est pourquoi l'une des escouades doit trouver le générateur auxiliaire, pour remettre en marche les élévateurs. Pendant ce temps, les Robots attaquent la base de la Confrérie. À l'Abri, le courant est rapidement remis en route, et l'escouade se dirige vers les niveaux inférieurs. Là, ils combattent les restes de l'armée des Robots, menée par un Général Barnaky, transformé en cyborg (grâce à son cerveau). Le Général n'attaque pas (à condition que l'un des membres de l'escouade porte le médaillon de Maria, la femme de Barnaky), car il doit faire face à un conflit entre son programme, qui lui ordonne de combattre, et son cerveau, qui lui ordonne de sauver sa femme. L'escouade arrive alors devant le Calculateur. Après avoir vaincu les derniers Robots, et détruit les cerveaux qui assuraient la fusion avec l'ordinateur central, le Calculateur leur demande de joindre le cerveau du joueur avec l'unité centrale, pour mettre fin à la guerre et ramener la paix. Le joueur a alors le choix entre : provoquer l'autodestruction du Calculateur, se sacrifier ou sacrifier Barnaky (s'il est encore en vie) pour donner un cerveau au Calculateur, afin de reconfigurer le processus.
Voici les quatre différentes fins possibles :
1. Provoquer l'autodestruction du Calculateur permet à la Confrérie de s'emparer de l'Abri Zéro et de s'en servir comme base principale pour leurs opérations futures. Néanmoins, le Calculateur était en réalité la technologie qu'ils venaient chercher – ses bases de données étant perdues, l'Abri n'est plus qu'une énième cache de vieille technologie, et non une nouvelle ressource industrielle.
2. Reprogrammer le Calculateur avec le cerveau du joueur signifie que toutes les ressources de l'Abri seront pleinement disponibles pour la Confrérie, augmentant sa puissance de façon exponentielle. La restauration de la gloire passée du Midwest sera une question de décennies, plutôt que de siècles. Néanmoins, la morale du joueur dictera les actions du Calculateur :
2.1 Si le joueur a commis une série d'actes répréhensibles tout au long du jeu, la discrimination des races mutantes sera établie, sous le prétexte de la nécessité d'une Humanité pure et homogène. Pour les mêmes raisons, le joueur ira assassiner les Anciens de la Confrérie pour en prendre le contrôle, planifiant le même sort pour la Confrérie de Californie.
2.2 Si le joueur a commis une série d'actes honorables et distingués (ce qui est difficile, puisque les anciens cerveaux du Calculateur étaient considérés innocents), la discrimination des races mutantes sera tout de même présente, mais aucun acte de violence ne sera commis. Les rapports liants les différentes races deviendront pour le moins amicaux.
3. Si Barnaky fait don de son cerveau, le nouveau Calculateur lancera une campagne de purification, à l'encontre de toutes les races mutantes (Super-Mutants, Goules, Écorcheurs, etc.), pour les mener à l'extinction.
À l'origine, l'Abri Zéro avait pour mission de s'ouvrir avant tous les autres Abris, et d'envoyer une armée de Robots pour exterminer toute vie suffisamment évoluée pour menacer les survivants des autres Abris, et permettre une reconstruction de la civilisation sur des bases « saines ». Malheureusement, un dysfonctionnement fit que cet Abri ne s'ouvrit pas à la date prévue, mais seulement après celle d'autres Abris. C'est la raison pour laquelle le Calculateur fut obligé, contre sa volonté (puisqu'il est en partie constitué de cerveaux humains), de lancer son armée de Robots contre la Confrérie, les villages tribaux et tous les autres regroupements d'humains. Le Calculateur n'avait donc pas d'autres recours possibles pour enrayer le processus, qu'une aide extérieure ne vienne provoquer son autodestruction ou sa reprogrammation.

## Système de jeu

### Généralités
À la différence des deux jeux précédents, Fallout Tactics met l'accent sur le combat tactique et la stratégie. Le joueur n'est plus en mesure de discuter avec les PNJs, mais il peut toujours commercer et parier avec eux. À la place des villes, Fallout Tactics se concentre sur les bases de la Confrérie et les terrains d'opérations. Les bases sont les points névralgiques de la Confrérie, et le joueur peut y obtenir les services des intendants (marchands), des mécaniciens (réparation des véhicules), du recruteur (pour changer la composition de l'escouade) et des médecins. Parfois, les personnages rencontrés dans les missions se rendent dans ces bases.
Après avoir assisté au briefing du Général responsable d'une base, l'escouade du joueur peut se rendre sur le terrain d'opération. Bien qu'il s'agisse le plus souvent d'une ville, ces zones peuvent également être des usines, des campements militaires ou des Abris anti-atomiques. Une fois sur place, le joueur peut commencer à opérer, aidé par une carte où sont marquées les principales cibles de la mission. Ces terrains d'opérations ne présentent quasiment plus aucune interaction possible avec l'escouade, une fois la mission accomplie.
Le système de combat de Fallout Tactics est plus complexe que dans les précédents opus. À la différence de ces derniers, qui ne proposaient qu'un système de combat au tour par tour, Fallout Tactics propose trois modes de combat : mode continu (CTB), mode tour par tour individuel (ITB), mode tour par tour en escouade (STB). En CTB, tout le monde peut combattre en même temps, les points d'action étant régénérés à une vitesse basée sur l'Agilité des personnages. L'ITB est le mode utilisé dans les précédents opus. Le STB en est une variation ; chaque tour est consacré à une équipe. D'autres changements ont été opérés, tel que la possibilité de changer de position, ce qui influe sur la précision des tirs du joueur et des ennemis qui l'attaquent, ainsi qu'un mode de « veille », qui permet aux soldats de l'escouade de tirer à vue en CTB lorsqu'un ennemi entre dans leur champ de vision.

### Races
Bien que le joueur doive nécessairement être un Humain, les recrues de la Confrérie et les personnages des matches multijoueur peuvent incarner n'importe laquelle des six races présentes dans le jeu.
- Humains : les Humains sont la race la plus répandue du Wasteland[5]. Ils n'ont d'avantages dans aucun domaine, et ne sont pénalisés dans aucun autre. Ils gagnent une compétence supplémentaire tous les 3 niveaux.

- Super-Mutants : anciens Humains, génétiquement modifiés par le virus FEV, les Super-Mutants sont des bêtes massives et résistantes qui excellent dans tous les styles de combat, mais qui présentent des lacunes en Intelligence et en Agilité. Ils sont incapables d'utiliser les petites armes comme les pistolets et les fusils. Ils gagnent une compétence supplémentaire tous les 4 niveaux.

- Goules : anciens Humains, mutés et déformés par les radiations de l'hiver nucléaire, ils sont capables de supporter de hautes doses de radiation, ce qui explique leur incroyable durée de vie. Ils ne sont pas aussi forts que les Humains, mais ils ont une meilleure Perception ainsi qu'une meilleure Chance. Ils gagnent une compétence supplémentaire tous les 4 niveaux.

- Écorcheurs : nommés "Griffemorts" dans Fallout 1 et 2, il s'agit de bêtes massives et très résistantes, qui utilisent leur force et leurs griffes pour découper leurs ennemis en morceaux. Ils doivent se contenter d'armes de corps à corps, et ne peuvent pas porter d'armure. Ils ont peu d'Intelligence et de Charisme, mais sont incroyablement plus résistants que les Humains. Ils gagnent une compétence supplémentaire tous les 4 niveaux.

- Chiens : la race canine a réussi à s'adapter à la vie dans le désert du Wasteland. Leurs atouts sont la Perception et l'Agilité, mais ils ne peuvent utiliser ni d'armes, ni d'autres objets. Ils gagnent une compétence supplémentaire tous les 2 niveaux.

- Robots humanoïdes : il s'agit de l'armée du Calculateur. Créés pour tuer, ils sont Forts et Endurants, résistants contre beaucoup d'attaques et immunisés contre les poisons, les gaz et les radiations. Ils ont cependant peu de Charisme, et une Chance moyenne. Ils ne gagnent pas de compétences.

## Accueil
- Jeuxvideo.com : 16/20[6]

## Doublage anglais
- R. Lee Ermey – Ermey, qui a joué le « Drill Instructor » dans Full Metal Jacket et qui était l'invité de la série de documentaires Mail Call, double la voix du Général Barnaky.
- Ron Perlman – Perlman reprend son rôle de voix-off des premiers opus de la série, pour commenter l'introduction et les cinématiques.
- Kurtwood Smith – Smith, qui joua Red Forman dans That '70s Show, double la voix du Général Dekker.
- Todd Susman – Susman double la voix du Paladin Ziskele, qui donne des ordres au joueur durant le tutorial et les briefings des missions de la démo.
- Dee Bradley Baker
- Michael Bell
- Gregg Berger